# گروه قیدی
گروه قیدی به مجموعه‌ای از دو یا چند واژه گفته می‌شود که درمجموع نقش نحویِ یک قید را در جمله ایفا می‌کنند.
به‌طور مثال در جمله‌های زیر:
من زود درخت را بریدم.
من در یک ساعت درخت را بریدم.
من درحالی‌که خسته بودم درخت را بریدم.
در جملهٔ اول زود یک قید است (قید زمان). در جملهٔ دوم عبارتِ در یک ساعت همان نقش نحوی را دارد، با وجودی که در این گروه‌کلمه هیچ قیدی وجود ندارد، اما ترکیبِ یک برنهشت (در) و گروه اسمی (یک ساعت) نقشی همانند یک قید بازی می‌کنند. این گونه گروه‌ها را گروه قیدی می‌نامند. در جملهٔ سوم می‌بینیم که یک فراکرد (درحالی که خسته بودم) نیز، همانند مورد قبلی، همان نقشی را ایفا می‌کند که یک قید بازی می‌کند. اگرچه عبارت‌هایی ازاین‌دست را نیز می‌توان گروه قیدی نامید، اما به‌سبب وجود یک فراکرد، معمولاً آن را فراکرد قیدی می‌نامند.